# Wjatscheslaw Iwanowitsch Iwanenko
Wjatscheslaw Iwanowitsch Iwanenko (russisch Вячеслав Иванович Иваненко, * 3. März 1961 in Kemerowo) ist ein ehemaliger sowjetischer bzw. russischer Leichtathlet und Olympiasieger. Bei einer Körpergröße von 1,64 m betrug sein Wettkampfgewicht 56 kg.
Wjatscheslaw Iwanenko gehörte in den 1980er Jahren zu den besten Gehern der Welt auf der 50-Kilometer-Distanz.
Bei den Europameisterschaften 1986 in Stuttgart gewann er in 3:41:54 h Silber, mit 59 Sekunden Rückstand auf Hartwig Gauder aus der DDR und einer halben Minute Vorsprung auf seinen Mannschaftskameraden Waleri Sunzow. 1987 bei den Weltmeisterschaften in Rom bei großer Hitze waren die Abstände deutlich größer. Erneut gewann Hartwig Gauder, diesmal in 3:40:53 h vor Ronald Weigel, ebenfalls DDR, in 3:41:30 h Iwanenko gewann Bronze in 3:44:02 mit dreieinhalb Minuten Abstand zu Platz vier.
Bei den Olympischen Spielen 1988 in Seoul standen die gleichen Geher auf dem Siegerpodest wie in Rom, nur die Reihenfolge hatte sich umgedreht. Wjatscheslaw Iwanenko gewann mit der zweitschnellsten bis dahin gegangenen Zeit von 3:38:29 h vor Ronald Weigel in 3:38:56 h und vor Hartwig Gauder in 3:39:45 h.

## Bestzeiten
- 20 km Gehen: 1:21:28 h(1987)
- 50 km Gehen: 3:38:29 h (1988)